# Arqueobotànica
L'arqueobotànica, en el context de la investigació arqueològica, es refereix a la disciplina que enfoca l'estudi de les interrelacions de les poblacions humanes antigues amb el món vegetal. S'ocupa de la recuperació i estudi de les restes de vegetals amb la finalitat d'obtenir informació sobre l'ambient, l'economia i la cronologia absoluta de les societats del passat.
L'arqueobotànica inclou, també, les anàlisis realitzades en dipòsits naturals (torberes, llacs, fons marí, etc.) i que poden correlacionar-se amb els obtinguts en jaciments arqueològics per mitjà de dates radiomètriques o relatives.
Les seves branques més importants són l'antracologia o estudi dels carbons, l'estudi de les fustes, la paleocarpologia o estudi de fruites i llavors, la palinologia o estudi del pol·len, i l'estudi dels fitòlits o components minerals de les plantes.